# 크베들린부르크

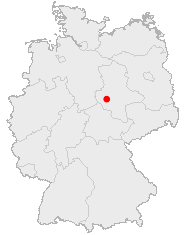
크베들린부르크의 위치

크베들린부르크(독일어: Quedlinburg 크베틀린부르크[*], 독일어 발음: [ˈkveːtlɪnbʊʁk])는 독일 작센안할트주(州)에 있는 도시이다. 2010년 추계인구는 28,424명이다.
922년 매사냥꾼왕 하인리히 1세의 지역으로 설정되었고, 성벽이 세워졌다. 936년 하인리히 1세가 죽은 후, 왕비 마틸다(성녀 마틸다)가 이 곳에 여성들을 위한 종교 시설을 창립했고, 이 종교시설은 966년 하인리히 1세와 마틸다의 아들인 오토 1세 때 수녀원으로 개편되었다. 오토 1세의 딸 마틸다가 초대 수녀원장이 되었다. 이후 크베들린부르크는 과세권(課稅權)과 주조권(鑄造權)을 가진 독립적인 지위를 가진 '크베들린부르크 수녀원령'이 되었고, 중세 시대 때에는 한자 동맹에 가입하기도 했다. 종교개혁 이후인 1539년에 당시 수녀원장이었던 안나 2세가 개종함으로써 개신교 지역으로 바뀌었다. 근 900년의 역사를 자랑했던 크베들린부르크 수녀원령은 1803년 세속화되어 프로이센에 병합, 프로이센령 작센 주가 되었다. 제 2차 세계대전 이후에는 독일민주공화국(동독)의 도시가 되었고, 독일의 재통일 이후 작센안할트 주의 도시가 되어 오늘에 이른다. 도시의 인구는 1950년에 35,000명 가량을 기록한 이후 계속 줄어들고 있다.
중세 시대의 수녀원, 성당, 탑, 성곽이 보존되어 있어, 유네스코 세계유산으로 등록되어 있다.

## 인구
| 연도  | 인구   | ±%     |
| ----- | ------ | ------ |
| 1786  | 8,382  | —      |
| 1807  | 10,476 | +25.0% |
| 1820  | 11,507 | +9.8%  |
| 1830  | 12,001 | +4.3%  |
| 1840  | 13,431 | +11.9% |
| 1852  | 13,886 | +3.4%  |
| 1861  | 14,835 | +6.8%  |
| 1871  | 16,800 | +13.2% |
| 1880  | 18,437 | +9.7%  |
| 1890  | 20,761 | +12.6% |
| 1900  | 23,378 | +12.6% |
| 1910  | 27,233 | +16.5% |
| 1919  | 28,190 | +3.5%  |
| 1939  | 30,320 | +7.6%  |
| 1946  | 35,142 | +15.9% |
| 1950  | 35,555 | +1.2%  |
| 1955  | 33,125 | −6.8%  |
| 1960  | 30,965 | −6.5%  |
| 1965  | 30,840 | −0.4%  |
| 1970  | 30,829 | −0.0%  |
| 1975  | 29,711 | −3.6%  |
| 1980  | 28,585 | −3.8%  |
| 1985  | 29,394 | +2.8%  |
| 1990  | 28,663 | −2.5%  |
| 1995  | 25,844 | −9.8%  |
| 2000  | 24,114 | −6.7%  |
| 2005  | 22,607 | −6.2%  |
| 2009* | 21,203 | −6.2%  |
| 출처: |        |        |

## 기후
| Quedlinburg의 기후                                      | Quedlinburg의 기후 | Quedlinburg의 기후 | Quedlinburg의 기후 | Quedlinburg의 기후 | Quedlinburg의 기후 | Quedlinburg의 기후 | Quedlinburg의 기후 | Quedlinburg의 기후 | Quedlinburg의 기후 | Quedlinburg의 기후 | Quedlinburg의 기후 | Quedlinburg의 기후 | Quedlinburg의 기후 |
| 월                                                      | 1월                | 2월                | 3월                | 4월                | 5월                | 6월                | 7월                | 8월                | 9월                | 10월               | 11월               | 12월               | 연간               |
| ------------------------------------------------------- | ------------------ | ------------------ | ------------------ | ------------------ | ------------------ | ------------------ | ------------------ | ------------------ | ------------------ | ------------------ | ------------------ | ------------------ | ------------------ |
| 일평균 최고 기온 °C (°F)                                | 2 (36)             | 4 (39)             | 8 (46)             | 13 (55)            | 19 (66)            | 21 (70)            | 22 (72)            | 23 (73)            | 19 (66)            | 13 (55)            | 6 (43)             | 3 (37)             | 13 (55)            |
| 일일 평균 기온 °C (°F)                                  | 0.5 (32.9)         | 1.5 (34.7)         | 4.5 (40.1)         | 8.0 (46.4)         | 13.5 (56.3)        | 15.5 (59.9)        | 17.0 (62.6)        | 18.0 (64.4)        | 14.0 (57.2)        | 9.5 (49.1)         | 3.5 (38.3)         | 1.5 (34.7)         | 8.9 (48.1)         |
| 일평균 최저 기온 °C (°F)                                | −1 (30)            | −1 (30)            | 1 (34)             | 3 (37)             | 8 (46)             | 10 (50)            | 12 (54)            | 13 (55)            | 9 (48)             | 6 (43)             | 1 (34)             | 0 (32)             | 5 (41)             |
| 평균 강수량 mm (인치)                                   | 23 (0.9)           | 22 (0.9)           | 28 (1.1)           | 38 (1.5)           | 53 (2.1)           | 57 (2.2)           | 47 (1.9)           | 54 (2.1)           | 33 (1.3)           | 27 (1.1)           | 30 (1.2)           | 26 (1.0)           | 438 (17.3)         |
| 평균 강우일수                                           | 11                 | 9                  | 10                 | 10                 | 10                 | 11                 | 10                 | 10                 | 9                  | 9                  | 11                 | 12                 | 122                |
| 평균 상대 습도 (%)                                      | 87                 | 83                 | 82                 | 74                 | 67                 | 71                 | 72                 | 69                 | 78                 | 82                 | 87                 | 86                 | 78                 |
| 평균 월간 일조시간                                      | 47.2               | 66.9               | 107.5              | 136.7              | 182.6              | 172.2              | 186.4              | 183.6              | 139.0              | 104.9              | 63.2               | 42.1               | 1,432.3            |
| 출처 1: Deutscher Wetterdienst, Normalperiode 1961–1990 |                    |                    |                    |                    |                    |                    |                    |                    |                    |                    |                    |                    |                    |
| 출처 2: Zoover                                          |                    |                    |                    |                    |                    |                    |                    |                    |                    |                    |                    |                    |                    |

## 역대 수녀원장

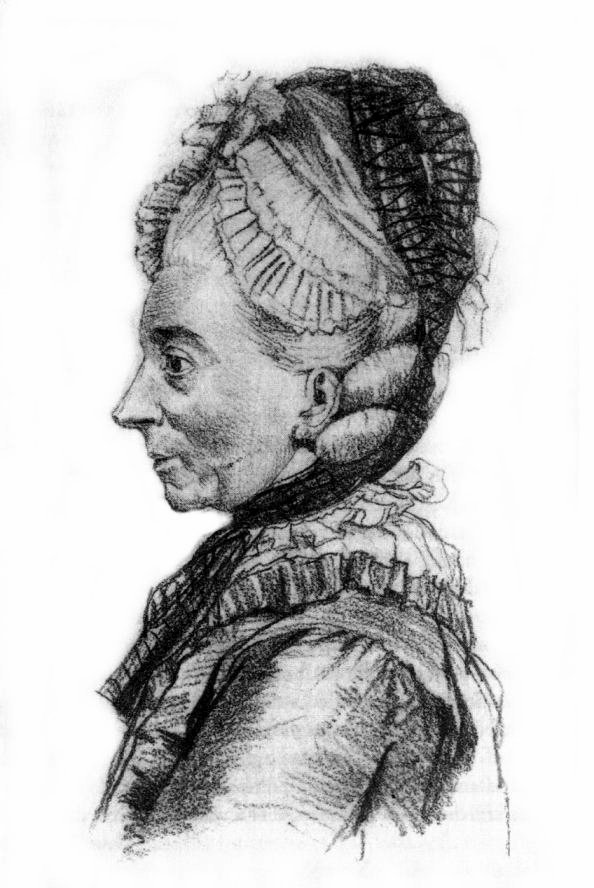
프로이센의 아말리에(1755년 ~ 1787년)

1. 마틸데, 오토 1세 황제의 딸 (966년 - 999년)

1. 아델하이트 1세, 오토 3세 황제의 딸 (999년 - 1045년)
2. 베아트릭스 1세 (1045년 - 1062년)
3. 아델하이트 2세, (1062년 - 1095년)
4. 아일리카 (1095년 - 1110년)
5. 아그네스 1세, 폴란드의 블라디슬라프 1세의 딸 (1110년 - 1125년)
6. 게르부르크, 카펜베르크의 (1125년 - 1137년)
7. 베아트릭스 2세 (슈바벤의), 빈첸부르크 (1137년 - 1160년)
8. 메레가르트 (1160년 - 1161년)
9. 아델하이트 3세 (1161년 - 1184년)
10. 아그네스 2세, 마이센 변경령의 (1184년 - 1203년)
11. 소피아, 브레나 (1203년 - 1225년)
12. 베르트라디스 1세 (1225년 - 1230년)
13. 쿠니군데 (1230년 - 1231년)
14. 오스터린데 (1231년 - 1232년)
15. 게르트루트 아들레 폰 암푸르스 (1232년 - 1270년)
16. 베르트라디스 2세 (1270년 - 1308년)
17. 유타 아들레 폰 크라니히펠트 (1308년 - 1347년)
18. 루이트가르트, 슈톨베르크의 (1347년 - 1354년)
19. 아그네스 3세 (1354년 - 1362년)
20. 엘리자베스 1세 (1362년 - 1376년)
21. 마르가레테 아들레 폰 슈라플라우 (1376년 - 1379년)
22. 에름가르트 (1379년 - 1405년)
23. 아델하이트 4세, 아이센부르크-뷔딩겐의 (1405년 - 1434년)
24. 안나 1세 (1434년 - 1458년)
25. 헤드비히, 작센의 (1458년 - 1511년)
26. 마그달레네, 안할트-쾨텐-체르프스트의 (1511년 - 1514년)
27. 안나 2세, 슈톨베르크의 (1514년 - 1574년)
28. 엘리자베스 2세, 레겐슈타인-블란켄부르크의 (1574년 - 1584년)
29. 안나 3세, 슈톨베르크-베르니게로데의 (1584년 - 1601년)
30. 마리아, 작센-바이마르의 (1601년 - 1610년)
31. 도로테아, 작센의 (1610년 - 1617년)
32. 도로테아 소피, 작센-알텐부르크의 (1617년 - 1645년)
33. 안나 소피 1세, 라인-비르켄펠트의 (1645년 - 1680년)
34. 안나 소피 2세, 헤센-다름슈타트의 (1680년 - 1683년)
35. 안나 도로테아, 작센-바이마르의 (1683년 - 1704년)
36. 아우로라, 쾨니히스마르크 (1704년 - 1710년)
37. 마리 엘리자베스, 홀슈타인-고토르프의 (1710년 - 1755년)
38. 아말리에, 프로이센의 (1755년 - 1787년)
39. 소피 알베르티네, 스웨덴의 (1787년 - 1803년)